# LL Cool J
LL Cool J (eredeti nevén James Todd Smith) (Queens, New York, 1968. január 14. –) kétszeres Grammy-díjas amerikai rapper, színész. Művészneve a "Ladies Love Cool James" rövidítése.

## Életpályája
LL Cool J a New York-i Bay Shore-ban született. 16 éves volt amikor első – „I Need a Beat” című – kislemeze több mint 100 000 példányban kelt el. Első nagylemeze 1985-ben jelent meg „Radio” címmel. 2001-ben Jada Pinkett Smith és Vivica A. Fox mellett szerepelt a Békés családi tűzfészek című vígjátékban.
LL Cool J több tévésorozatban is szerepelt. Saját ruhamárkája is van.

## Elismerések
Számos alkalommal jelölték Grammy-díjra, amit többször el is nyert. 2017-ben Kennedy Center Honors díjban részesült.
2021-ben Billy Prestonnal ás Randy Rhoadsszal együtt megkapta a Rock and Roll Hall of Fame Zenei Kiválóság-díjat.

## Stúdióalbumai
- Radio (1985)
- Bigger and Deffer (1987)
- Walking with a Panther (1989)
- Mama Said Knock You Out (1990)
- 14 Shots to the Dome (1993)
- Mr. Smith (1995)
- Phenomenon (1997)
- G.O.A.T. (2000)
- 10 (2002)
- The DEFinition (2004)
- Todd Smith (2006)
- Exit 13 (2008)
- Authentic (2013)